# Varttivuori
Varttivuori är en kulle i Finland. Den ligger i Nådendal och landskapet Egentliga Finland, i den sydvästra delen av landet, 180 km väster om huvudstaden Helsingfors. Toppen på Varttivuori är 27 meter över havet.
Terrängen runt Varttivuori är mycket platt. Havet är nära Varttivuori åt sydväst.  Närmaste större samhälle är Nådendal, 17,4 km öster om Varttivuori. 